# Жирфонтен
Жирфонтен (фр. Girefontaine) насеље је и општина у источној Француској у региону Франш-Конте, у департману Горња Саона која припада префектури Лир.
По подацима из 2011. године у општини је живело 47 становника, а густина насељености је износила 13,2 становника/km². Општина се простире на површини од 3,56 km². Налази се на средњој надморској висини од 380 метара (максималној 331 m, а минималној 248 m).

## Демографија
| 1962. | 1968. | 1975. | 1982. | 1990. | 1999. | 2011. |
| ----- | ----- | ----- | ----- | ----- | ----- | ----- |
| 28    | 35    | 28    | 33    | 46    | 50    | 47    |

График промене броја становника у току последњих година